# 1978 en aéronautique
Chronologie de l'aéronautique
- 1974
- 1975
- 1976
- 1977
- 1978
- 1979
- 1980
- 1981
- 1982

Cet article présente les faits marquants de l'année 1978 en aéronautique.

## Événements

### Janvier
- 1er janvier :
  - Les sociétés British Aircraft Corporation, Hawker-Siddeley, and Scottish Aviation sont nationalisées et fusionnent pour former British Aerospace.
  - Le vol 857 Air India, un Boeing 747, s'écrase en mer d'Arabie près de Bombay entraînant la mort de 213 personnes.
- 10 janvier : lancement de la capsule soviétique Soyouz 27 qui vient s'arrimer à la station orbitale Saliout 6/Soyouz 26.
- 20 janvier : lancement et arrimage automatique à la station Saliout 6 du premier cargo Progress.

### Février
- 26 février : Premier vol de l'avion de transport régional taïwanais AIDC XC-2.

### Mars
- 2 mars : lancement de la mission Soyouz 28 qui emporte le premier cosmonaute tchèque Vladimir Remek et le soviétique Aleksei Gubarev.
- 10 mars : le Dassault Mirage 2000 effectue son premier vol avec comme pilote Jean Coureau.

### Avril
- 20 avril : le Vol 902 Korean Air attaqué par des intercepteurs soviétiques au-dessus de la péninsule de Kola est obligé d'effectuer un atterrissage forcé sur un lac gelé. Lors de cet incident 2 passagers trouvèrent la mort.

### Mai
- 9 mai : Première traversée de la Manche en deltaplane réalisée par David Cook.
- 20 mai : McDonnell Douglas livre son 5 000e F-4 Phantom II.
- 21 mai : Inauguration de l'aéroport international de Narita.

### Juin
- 27 juin : lancement de la mission Soyouz 30 qui emmène le premier cosmonaute polonais Miroslaw Hermaszewski et le soviétique Pyotr Klimuk.
- 30 juin : Premier vol du Rutan Defiant.

### Août
- 12 - 17 août : première traversée de l'Atlantique en ballon gonflé à l'hélium, le Double Eagle II. Ben Abruzzo et son équipage relient Presque Island dans le Maine (USA) à Miserey près d'Évreux (France) en 5 jours et 17 heures (137 h), ils établissent ainsi un nouveau record du monde d'endurance et de distance en ballon.
- 17 août : mise en service des premiers General Dynamics F-16 Fighting Falcon dans l'USAF.
- 20 août : premier vol du Sea Harrier FRS.1.
- 26 août : lancement de la mission Soyouz 31 qui emporte le premier cosmonaute est-allemand Sigmund Jähn et le soviétique Valeri Bykovski.

### Septembre
- 3 septembre : un Vickers Viscount d'Air Rhodesia est abattu par des missiles SA-7 tirés par des membres du front patriotique de Joshua Nkomo (ZIPRA). 48 personnes trouvèrent la mort sur les 56 dont dix furent achevées par les miliciens.
- 13 septembre : premier vol de l'hélicoptère SA.332 Super Puma.
- 25 septembre : la collision d'un Cessna 172 et du vol 182 Pacific Southwest Airlines au-dessus de San Diego fait 144 mort dont 7 au sol, constituant ainsi la pire catastrophe aérienne qu'ait vécut la Californie.

### Octobre
- 28 octobre, États-Unis : Airline Deregulation Act. Une coalition de démocrates favorables aux consommateurs et de républicains libéraux vote une loi de déréglementation qui abolit le CAB (Civil Aeronautics Board, créé en 1938), promet la libre entrée dans le transport aérien et la liberté des prix. De nombreuses compagnies se créent, des firmes qui ne disposaient que d’un réseau local (USAir, Delta) s’attaquent au marché national. Les tarifs aériens baissent.

### Novembre
- 8 novembre : premier vol de l'avion d'affaire Bombardier Challenger 600.
- 9 novembre : premier vol de la version américaine du Hawker Siddeley Harrier, sous la désignation AV-8B Harrier II.
- 18 novembre : premier vol du chasseur américain McDonnell Douglas F/A-18 Hornet.

### Décembre
- 19 décembre : premier vol de l'avion AWACS soviétique Beriev A-50 Mainstay.
- 21 décembre : détournement du vol TWA 541.